# Simon Appelgren (1755–1828)
Simon Appelgren, född 7 december 1755 i Paldamo socken, död 1 juli 1828 i finska Nedertorneå socken, var en finländsk präst.
Appelgren var son till Simon Appelgren, som var kyrkoherde i Paldamo, och Susanna Margareta Forsström, senare omgift Frosterus. Han inskrevs i november 1772 som student vid Kungliga Akademien i Åbo och disputerade där under Henrik Gabriel Porthans presidium samt promoverades till filosofie magister i juni 1778. År 1781 blev han docent vid samma lärosäte men 1783 rektor för Karleby pedagogi och 1793 konrektor vid trivialskolan i Uleåborg, där han 1801 blev rektor. Han avlade pastoralexamen 1804 och blev 1816 kyrkoherde i den finska eller ryska del av Nedertorneå församling som blev resultatet av 1808–1809 års krig. Församlingen hade då varit utan ordinarie kyrkoherde sedan Gustaf Wilhelm Rydmans död 1809. År 1817 blev Appelgren prost och 1818 teologie doktor.
Appelgren gifte sig 1801 md Beata Maria Westzynthius, som var dotter till kyrkoherden Johan Westzynthius i Pyhäjoki och dennes hustru Anna Mathesius samt avled 1848 i Letala. Av makarna Appelgrens barn blev Johan Simon Appelgren kyrkoherde och prost i Letala, Anna Maria Appelgren gift med häradshövdingen Zacharias Dahl i svenska Nedertorneå och Gustaf Wilhelm Appelgren prost och kyrkoherde i Kemi.